# Musala
Musala (tiếng Bulgaria: Мусала) là đỉnh núi cao nhất Bulgaria.
Musala có độ cao 2.925 m (9.596 ft). Nó nằm trong dãy Rila ở tây nam Bulgaria. Musala cũng là đỉnh cao nhất trên bán đảo Balkan, cao nhất ở dải giữa dãy Alps và vùng Kavkaz .
Với độ cao trội (tầm cao từ chân núi) là 2473 m, Musala là đỉnh núi cao thứ 7 ở Châu Âu .
Tên gọi Musala xuất phát từ tiếng Thổ Nhĩ Kỳ thời Ottoman (Ottoman Turkish), là từ Musalla có nghĩa "gần đức chúa" hoặc "nơi cầu nguyện" .